# 中野会副会長射殺事件
中野会副会長射殺事件（なかのかいふくかいちょうしゃさつじけん）とは、平成14年（2002年）4月20日、沖縄県那覇市で指定暴力団・五代目山口組（組長は渡辺芳則）天野組（組長は天野洋志穂）組員が、指定暴力団・中野会（組長は中野太郎）副会長・弘田憲二を射殺した事件。

## 中野会副会長射殺事件まで
平成8年（1996年）7月10日、中野会会長襲撃事件が勃発した。

平成9年（1997年）8月28日午後3時20分ごろ、宅見若頭射殺事件が発生した。

平成11年（2000年）9月1日、中野会若頭射殺事件が発生した。

## 中野会副会長射殺事件
平成14年（2002年）4月20日、指定暴力団・中野会（組長は中野太郎）副会長・弘田憲二は那覇空港で大阪府から沖縄県に到着した知人女性を迎えた。弘田は知人女性に自分の自動車を運転してもらい、那覇市の市街地に向かった。
同日午後2時20分ごろ、沖縄県那覇市山下町の国道331号で指定暴力団・五代目山口組（組長は渡辺芳則）天野組（組長は天野洋志穂）組員が、オートバイに乗ったまま弘田の乗った車に向けて、ブラジル製38口径拳銃（全部で5発装填できた）で1発発射した。弘田は胸部を撃たれた。犯人は北九州ナンバーの400ccのオートバイに乗っていた。弘田の車を運転していた知人女性はオートバイを振り切ろうと車の間を縫って他の車に接触しながらジグザグ走行した。犯人はオートバイで弘田の車を追跡した。弘田の車は国道58号に入り、那覇市東町でタクシーと接触した。タクシー運転手がタクシーを止めた。弘田の知人女性は「道をあけて。どいて」と叫んだ。
その後、弘田の車は那覇市繁華街の路地で追いつかれた。犯人は弘田の車に向けて4発の銃弾を撃った。弘田は胸や腹などに2発の銃弾を受けた。弘田の知人女性は無傷だった。犯人はブラジル製の拳銃を捨てて逃走した。弘田は病院に搬送された。
同日午後3時25分、弘田は内臓損傷による失血死で死亡した。銃弾1発が弘田の身体を貫通していて、残り2発は弘田の体内から摘出された。
同日夜、沖縄県警は150人の特別捜査本部を設置し捜査を開始した。
同年4月22日、弘田の遺体が故郷の高知市に戻った。
同年4月23日、高知市で弘田の通夜が営まれた。中野は通夜に出席しなかった。
同年4月24日、高知市で弘田の告別式が営まれた。約400人が参列した。
犯人の乗っていたオートバイは那覇市牧志の駐車場に捨てられてあった。オートバイの車体番号が削られていた。ナンバープレートは、平成14年（2002年）初めに福岡県で盗まれた物に付け替えられていた。
同年7月29日、沖縄県警特別捜査本部は殺人などの容疑で犯人の逮捕状を取り、捜査員を犯人である天野組組員の自宅のある長崎県長崎市に派遣した。
同年7月30日午前7時9分、沖縄県警特別捜査本部は長崎県長崎市の自宅で、犯人を殺人と銃砲刀剣類所持等取締法違反容疑で逮捕した。
同日午後1時過ぎ、犯人は那覇市に移送された。取り調べに対して「分からない」と供述していた。
同年7月31日、沖縄県警特別捜査本部は犯人を送検した。その後、那覇地裁は犯人に懲役15年判決を言い渡した。